# Peltigera oceanica
Peltigera oceanica är en lavart som beskrevs av Vilmos Kőfaragó-Gyelnik. Peltigera oceanica ingår i släktet Peltigera och familjen Peltigeraceae.   Inga underarter finns listade i Catalogue of Life.